# Saint-Félix-de-Bourdeilles
Pour les articles homonymes, voir Saint-Félix.
Saint-Félix-de-Mareuil redirige ici.
Saint-Félix-de-Bourdeilles, appelée localement Saint-Félix-de-Mareuil, est une commune française située dans le département de la Dordogne, en région Nouvelle-Aquitaine.
Elle est intégrée au parc naturel régional Périgord-Limousin.

## Géographie

### Généralités
Dans le quart nord-ouest du département de la Dordogne, la commune rurale de Saint-Félix-de-Bourdeilles s'étend sur 6,06 km2. Bordée au sud-est par le Boulou, elle est arrosée par son affluent et son sous-affluent, le Jallieu et la Paulette.
À quelques centaines de mètres au nord de la route départementale (RD) 939, le bourg de Saint-Félix-de-Bourdeilles, se situe, en distances orthodromiques, neuf kilomètres au nord-ouest de Brantôme et quatorze kilomètres au sud-ouest de Nontron.
Le territoire communal est également desservi par la RD 84.

### Communes limitrophes
Saint-Félix-de-Bourdeilles n'est limitrophe que de deux autres communes : à l'est Brantôme en Périgord et à l'ouest Mareuil en Périgord.

### Géologie et relief

#### Géologie
Situé sur la plaque nord du Bassin aquitain et bordé à son extrémité nord-est par une frange du Massif central, le département de la Dordogne présente une grande diversité géologique. Les terrains sont disposés en profondeur en strates régulières, témoins d'une sédimentation sur cette ancienne plate-forme marine. Le département peut ainsi être découpé sur le plan géologique en quatre gradins différenciés selon leur âge géologique. Saint-Félix-de-Bourdeilles est située dans le troisième gradin à partir du nord-est, un plateau formé de calcaires hétérogènes du Crétacé.
Les couches affleurantes sur le territoire communal sont constituées de formations superficielles du Quaternaire et de roches sédimentaires datant pour certaines du Cénozoïque, et pour d'autres du Mésozoïque. La formation la plus ancienne, notée c2b, date du Turonien inférieur à moyen, composée de calcaire graveleux, puis calcaires crayeux bioclastiques à rudistes passant latéralement à des calcarénites. La formation la plus récente, notée CFp, fait partie des formations superficielles de type colluvions indifférenciées de versant, de vallon et plateaux issues d'alluvions, molasses, altérites. Le descriptif de ces couches est détaillé dans  la feuille « no 734 - Nontron » de la carte géologique au 1/50 000 de la France métropolitaine, et sa notice associée.

Carte géologique de Saint-Félix-de-Bourdeilles.

#### Relief et paysages
Le département de la Dordogne se présente comme un vaste plateau incliné du nord-est (491 m, à la forêt de Vieillecour dans le Nontronnais, à Saint-Pierre-de-Frugie) au sud-ouest (2 m à Lamothe-Montravel). L'altitude du territoire communal varie quant à elle entre 116 mètres à l'extrême sud-est, là où le Boulou quitte la commune et entre sur celle de Brantôme en Périgord (sur le territoire de l'ancienne commune de La Gonterie-Boulouneix), et 227 mètres tout au nord, au sud-est du lieu-dit Pontarnaud.
Dans le cadre de la Convention européenne du paysage entrée en vigueur en France le 1er juillet 2006, renforcée par la loi du 8 août 2016 pour la reconquête de la biodiversité, de la nature et des paysages, un atlas des paysages de la Dordogne a été élaboré sous maîtrise d’ouvrage de l’État et publié en octobre 2020. Les paysages du département s'organisent en huit unités paysagères,. La commune fait partie du Périgord central, un paysage vallonné, aux horizons limités par de nombreux bois, plus ou moins denses, parsemés de prairies et de petits champs.
La superficie cadastrale de la commune publiée par l'Insee, qui sert de référence dans toutes les statistiques, est de 6,06 km2,. La superficie géographique, issue de la BD Topo, composante du Référentiel à grande échelle produit par l'IGN, est quant à elle de 6,31 km2.

### Hydrographie

#### Réseau hydrographique

Réseaux hydrographique et routier de Saint-Félix-de-Bourdeilles.

La commune est située dans le bassin de la Dordogne au sein du Bassin Adour-Garonne. Elle est drainée par le Boulou, la Paulette et le Jallieu, qui constituent un réseau hydrographique de 6 km de longueur totale,.
Le Boulou, d'une longueur totale de 23,94 km, prend sa source dans la commune de Sceau-Saint-Angel et se jette dans la Dronne en rive droite en limite de Bourdeilles et de Creyssac,. Il borde la commune à l'est et au sud-est sur plus d'un kilomètre, en deux tronçons, face à Brantôme en Périgord (territoire de l'ancienne commune de Saint-Crépin-de-Richemont).
Son affluent de rive droite le Jallieu traverse la commune d'ouest au sud-est sur deux kilomètres et demi.
Affluent de rive gauche du Jallieu, la Paulette arrose le territoire communal du nord-est au centre, lui servant de limite territoriale sur 600 mètres, face à Brantôme en Périgord  (territoire de l'ancienne commune de Saint-Crépin-de-Richemont).

#### Gestion et qualité des eaux
Le territoire communal est couvert par le schéma d'aménagement et de gestion des eaux (SAGE) « Isle - Dronne ». Ce document de planification, dont le territoire regroupe les bassins versants de l'Isle et de la Dronne, d'une superficie de 7 500 km2, a été approuvé le 2 août 2021. La structure porteuse de l'élaboration et de la mise en œuvre est l'établissement public territorial de bassin de la Dordogne (EPIDOR). Il définit sur son territoire les objectifs généraux d’utilisation, de mise en valeur et de protection quantitative et qualitative des ressources en eau superficielle et souterraine, en respect des objectifs de qualité définis dans le troisième SDAGE  du Bassin Adour-Garonne qui couvre la période 2022-2027, approuvé le 10 mars 2022.
La qualité des eaux de baignade et des cours d’eau peut être consultée sur un site dédié géré par les agences de l’eau et l’Agence française pour la biodiversité.

### Climat
Pour des articles plus généraux, voir Climat de la Nouvelle-Aquitaine et Climat de la Dordogne.
Historiquement, la commune est exposée à un climat océanique aquitain.  
En 2020, Météo-France publie une typologie des climats de la France métropolitaine dans laquelle la commune est exposée à un climat océanique altéré et est dans la région climatique  Aquitaine, Gascogne, caractérisée par une pluviométrie abondante au printemps, modérée en automne, un faible ensoleillement au printemps, un été chaud (19,5 °C), des vents faibles, des brouillards fréquents en automne et en hiver et des orages fréquents en été (15 à 20 jours).
Pour la période 1971-2000, la température annuelle moyenne est de 12,2 °C, avec  une amplitude thermique annuelle de 14,8 °C. Le cumul annuel moyen de précipitations est de 1 001 mm, avec 12,8 jours de précipitations en janvier et 7,1 jours en juillet. Pour la période 1991-2020, la température moyenne annuelle observée sur la station météorologique la plus proche, située sur la commune de Saint-Martial-Viveyrol à 19 km à vol d'oiseau, est de 13,3 °C et le cumul annuel moyen de précipitations est de 862,3 mm,. Pour l'avenir, les paramètres climatiques de la commune estimés pour 2050 selon différents scénarios d’émission de gaz à effet de serre sont consultables sur un site dédié publié par Météo-France en novembre 2022.

### Milieux naturels et biodiversité

#### Parc naturel
Depuis sa création en 1998, le parc naturel régional Périgord-Limousin intègre la commune de Saint-Félix-de-Bourdeilles.

#### ZNIEFF
Au sud-est, sur un peu plus d'un kilomètre, le Boulou ainsi que sa vallée, ses coteaux et ses affluents, forment une zone naturelle d'intérêt écologique, faunistique et floristique (ZNIEFF) de type I « Réseau hydrographique et coteaux du Boulou aval », présentant une importante variété faunistique sur Saint-Félix-de-Bourdeilles et six autres communes ou anciennes communes,.
Trente espèces déterminantes y sont répertoriées :
- dix insectes : l'Agrion de Mercure (Coenagrion mercuriale), l'Azuré de la faucille (Cupido alcetas), l'Azuré du serpolet (Phengaris arion), le Cordulégastre annelé (Cordulegaster boltonii), le Cuivré des marais (Lycaena dispar), le Damier de la succise (Euphydryas aurinia), le Gomphe vulgaire (Gomphus vulgatissimus), le Lepture erratique (Judolia erratica (en)), l'Onychogomphe à crochets (Onychogomphus uncatus) et le Petit mars changeant (Apatura ilia) ;
- sept mammifères : la Genette commune (Genetta genetta), la Loutre d'Europe (Lutra lutra), le Vison d'Europe (Mustela lutreola), ainsi que quatre espèces de chauves-souris : Grand rhinolophe (Rhinolophus ferrumequinum), Noctule commune (Nyctalus noctula), Petit rhinolophe (Rhinolophus hipposideros) et Vespertilion de Bechstein (Myotis bechsteinii) ;
- sept oiseaux : le Cincle plongeur (Cinclus cinclus), le Faucon pèlerin (Falco peregrinus), le Hibou moyen-duc (Asio otus), le Moineau soulcie (Petronia petronia), le Pic mar (Dendrocopos medius), le Pic noir (Dryocopus martius) et le Pigeon colombin (Columba oenas).
- cinq amphibiens : l'Alyte accoucheur (Alytes obstetricans), la Grenouille rousse (Rana temporaria), le Pélodyte ponctué (Pelodytes punctatus), la Rainette verte (Hyla arborea), le Sonneur à ventre jaune (Bombina variegata) et le Triton marbré (Triturus marmoratus) ;
- une tortue, la Cistude (Emys orbicularis).

Deux plantes rares :  la Colchique d'automne (Colchicum autumnale) et la Fritillaire pintade (Fritillaria meleagris), y sont également présentes.
De très nombreuses autres espèces animales ou végétales y ont été recensées : cinq amphibiens, cinq reptiles, 69 oiseaux, 307 insectes ainsi que 40 plantes.
Cette ZNIEFF, tout comme la ZNIEFF « Réseau hydrographique et coteaux du Boulou amont », fait partie d'une ZNIEFF de type II plus vaste « Vallée et coteaux du Boulou » représentant la quasi-totalité du cours du Boulou, depuis sa source jusqu'à la route départementale 106, située 200 mètres avant sa confluence avec la Dronne,.
La vallée du Boulou représente « un intérêt national » par la « richesse exceptionnelle » en espèces d'insectes — notamment en Lépidoptères et en Odonates — répertoriées dans les trois ZNIEFF de ce cours d'eau.

## Urbanisme

### Typologie
Au 1er janvier 2024, Saint-Félix-de-Bourdeilles est catégorisée commune rurale à habitat très dispersé, selon la nouvelle grille communale de densité à 7 niveaux définie par l'Insee en 2022.
Elle est située hors unité urbaine et hors attraction des villes,.

### Occupation des sols
L'occupation des sols de la commune, telle qu'elle ressort de la base de données européenne d’occupation biophysique des sols Corine Land Cover (CLC), est marquée par l'importance des forêts et milieux semi-naturels (62,1 % en 2018), une proportion identique à celle de 1990 (62,1 %). La répartition détaillée en 2018 est la suivante : 
forêts (57,6 %), prairies (19,4 %), zones agricoles hétérogènes (11,2 %), terres arables (7,3 %), milieux à végétation arbustive et/ou herbacée (4,5 %). L'évolution de l’occupation des sols de la commune et de ses infrastructures peut être observée sur les différentes représentations cartographiques du territoire : la carte de Cassini (XVIIIe siècle), la carte d'état-major (1820-1866) et les cartes ou photos aériennes de l'IGN pour la période actuelle (1950 à aujourd'hui).

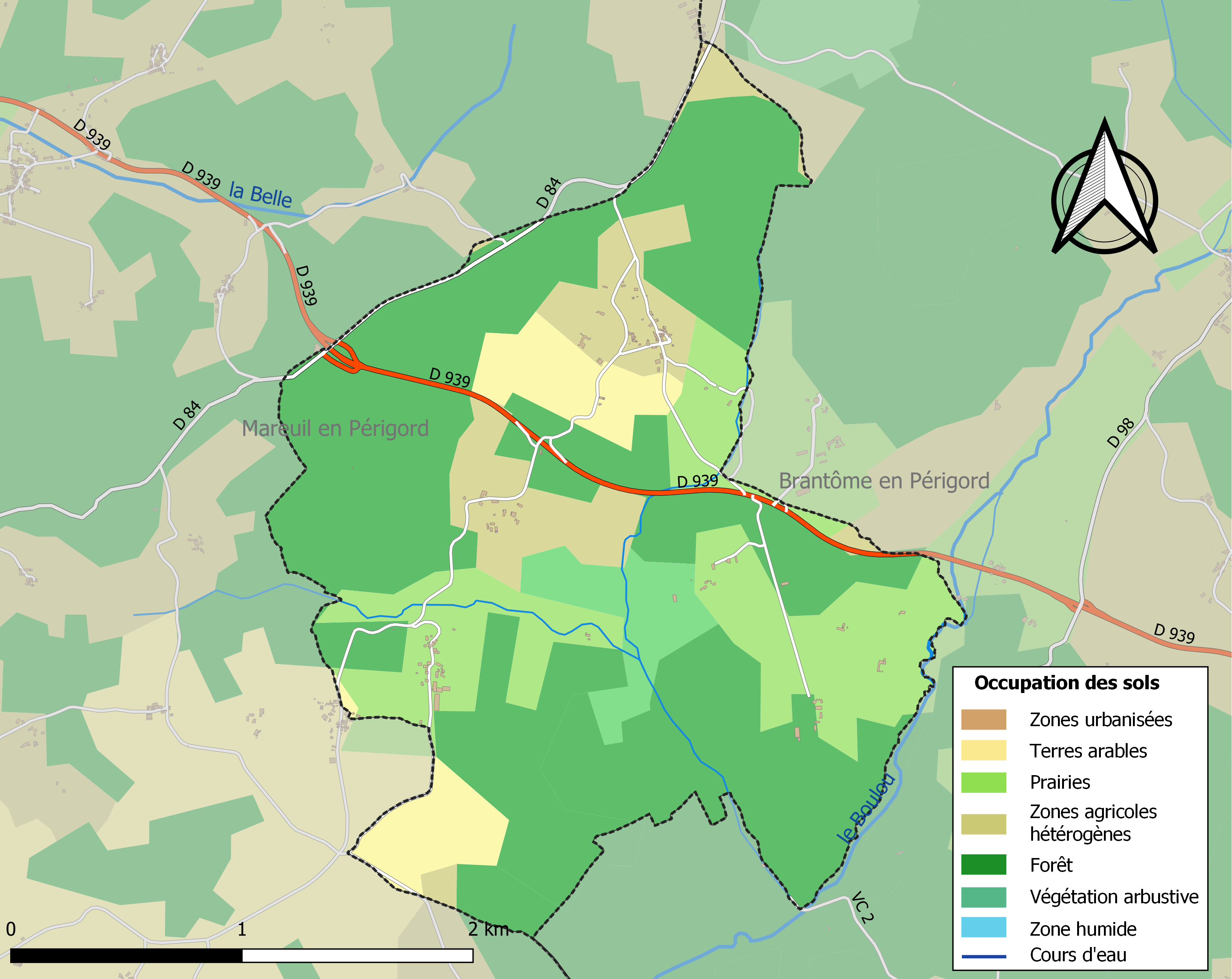
Carte des infrastructures et de l'occupation des sols de la commune en 2018 (CLC).

### Prévention des risques
Le territoire de la commune de Saint-Félix-de-Bourdeilles est vulnérable à différents aléas naturels : météorologiques (tempête, orage, neige, grand froid, canicule ou sécheresse), feux de forêts, mouvements de terrains et séisme (sismicité faible). Un site publié par le BRGM permet d'évaluer simplement et rapidement les risques d'un bien localisé soit par son adresse soit par le numéro de sa parcelle.
Saint-Félix-de-Bourdeilles est exposée au risque de feu de forêt. L’arrêté préfectoral du 14 mars 2013 fixe les conditions de pratique des incinérations et de brûlage dans un objectif de réduire le risque de départs d’incendie. À ce titre, des périodes sont déterminées : interdiction totale du 15 février au 15 mai et du 15 juin au 15 octobre, utilisation réglementée du 16 mai au 14 juin et du 16 octobre au 14 février. En septembre 2020, un plan inter-départemental de protection des forêts contre les incendies (PidPFCI) a été adopté pour la période 2019-2029,.

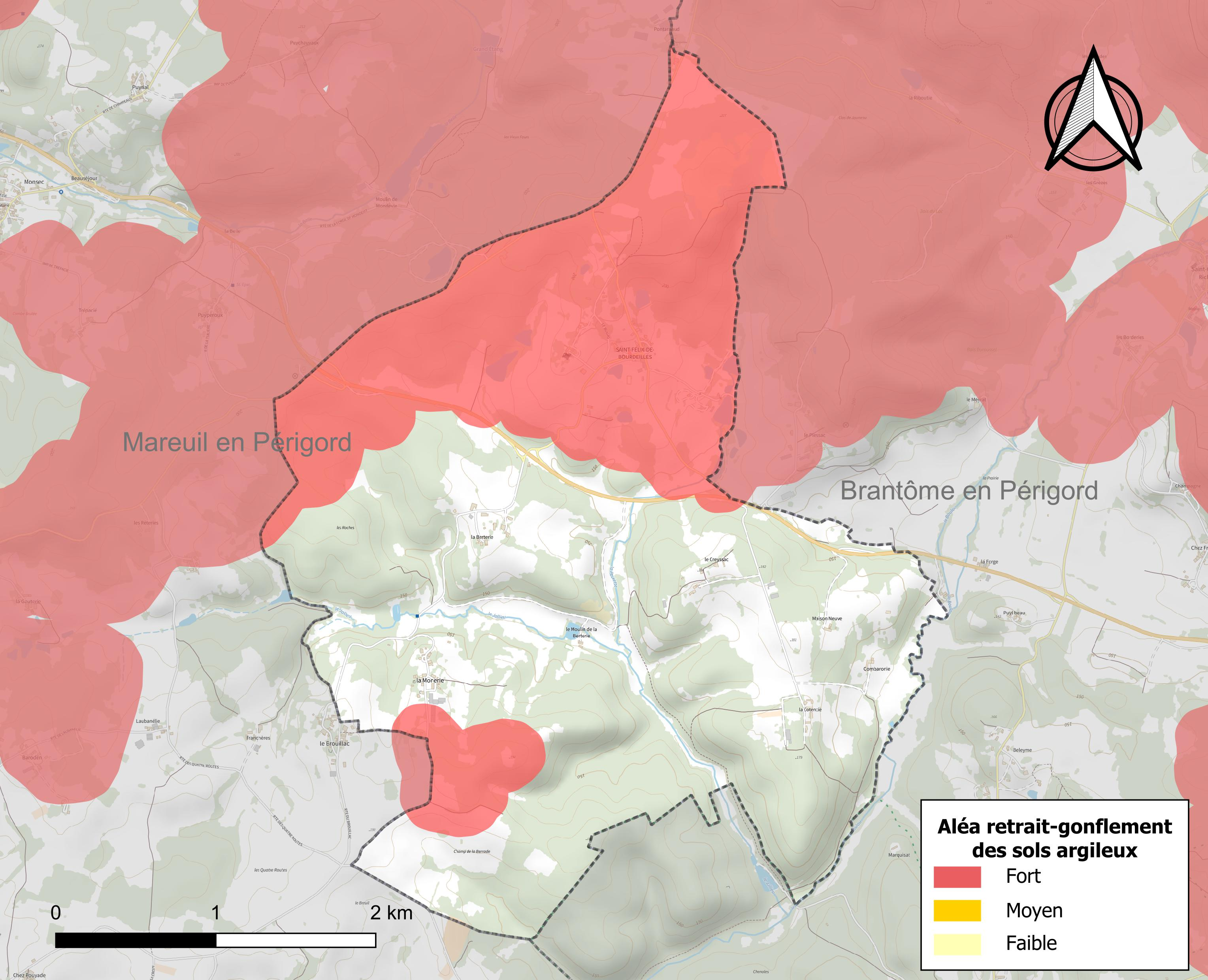
Carte des zones d'aléa retrait-gonflement des sols argileux de Saint-Félix-de-Bourdeilles.

Les mouvements de terrains susceptibles de se produire sur la commune sont des tassements différentiels. Le retrait-gonflement des sols argileux est susceptible d'engendrer des dommages importants aux bâtiments en cas d’alternance de périodes de sécheresse et de pluie. 36,9 % de la superficie communale est en aléa moyen ou fort (58,6 % au niveau départemental et 48,5 % au niveau national métropolitain). Depuis le 1er octobre 2020, en application de la loi ÉLAN, différentes contraintes s'imposent aux vendeurs, maîtres d'ouvrages ou constructeurs de biens situés dans une zone classée en aléa moyen ou fort,.
La commune a été reconnue en état de catastrophe naturelle au titre des dommages causés par les inondations et coulées de boue survenues en 1982, 1983 et 1999, par la sécheresse en 2003 et par des mouvements de terrain en 1999.

## Toponymie

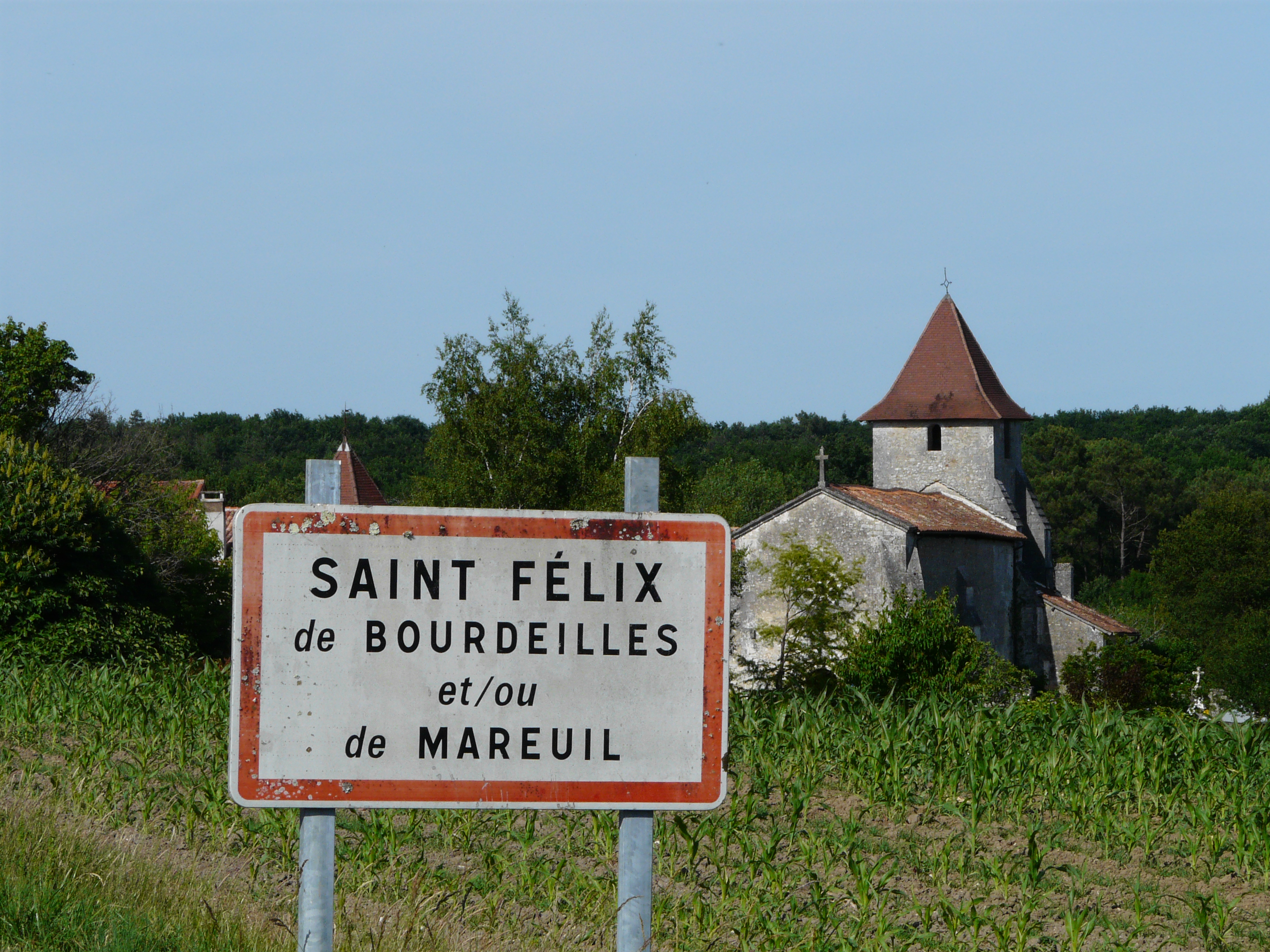
Panneau d'entrée dans le village.

Le nom officiel de la commune est Saint-Félix-de-Bourdeilles, mais localement, elle est également appelée Saint-Félix-de-Mareuil.
En occitan la commune porte le nom de Sent Feliç de Bordelha.

## Histoire
La commune porta, au cours de la période révolutionnaire de la Convention nationale (1792-1795), le nom de Dujalieux.

## Politique et administration

### Rattachements administratifs
La commune de Saint-Félix-de-Bourdeilles a, dès 1790, été rattachée au canton de Saint Félix — dont elle est le chef-lieu — qui dépendait du district de Nontron. En 1795, les districts sont supprimés. En 1801, le canton de Saint Félix est supprimé et la commune est rattachée au canton de Mareuil dépendant de l'arrondissement de Nontron.
Dans le cadre de la réforme de 2014 définie par le décret du 21 février 2014, ce canton disparaît aux élections départementales de mars 2015. La commune est alors rattachée au canton de Brantôme, renommé canton de Brantôme en Périgord en 2020.

### Intercommunalité
En 1995, Saint-Félix-de-Bourdeilles intègre dès sa création la communauté de communes du Pays de Mareuil-en-Périgord. Celle-ci disparaît le 31 décembre 2013, remplacée au 1er janvier 2014 par une nouvelle intercommunalité élargie, la communauté de communes Dronne et Belle.

### Administration municipale
La population de la commune étant inférieure à 100 habitants au recensement de 2017, sept conseillers municipaux ont été élus en 2020,.

### Liste des maires

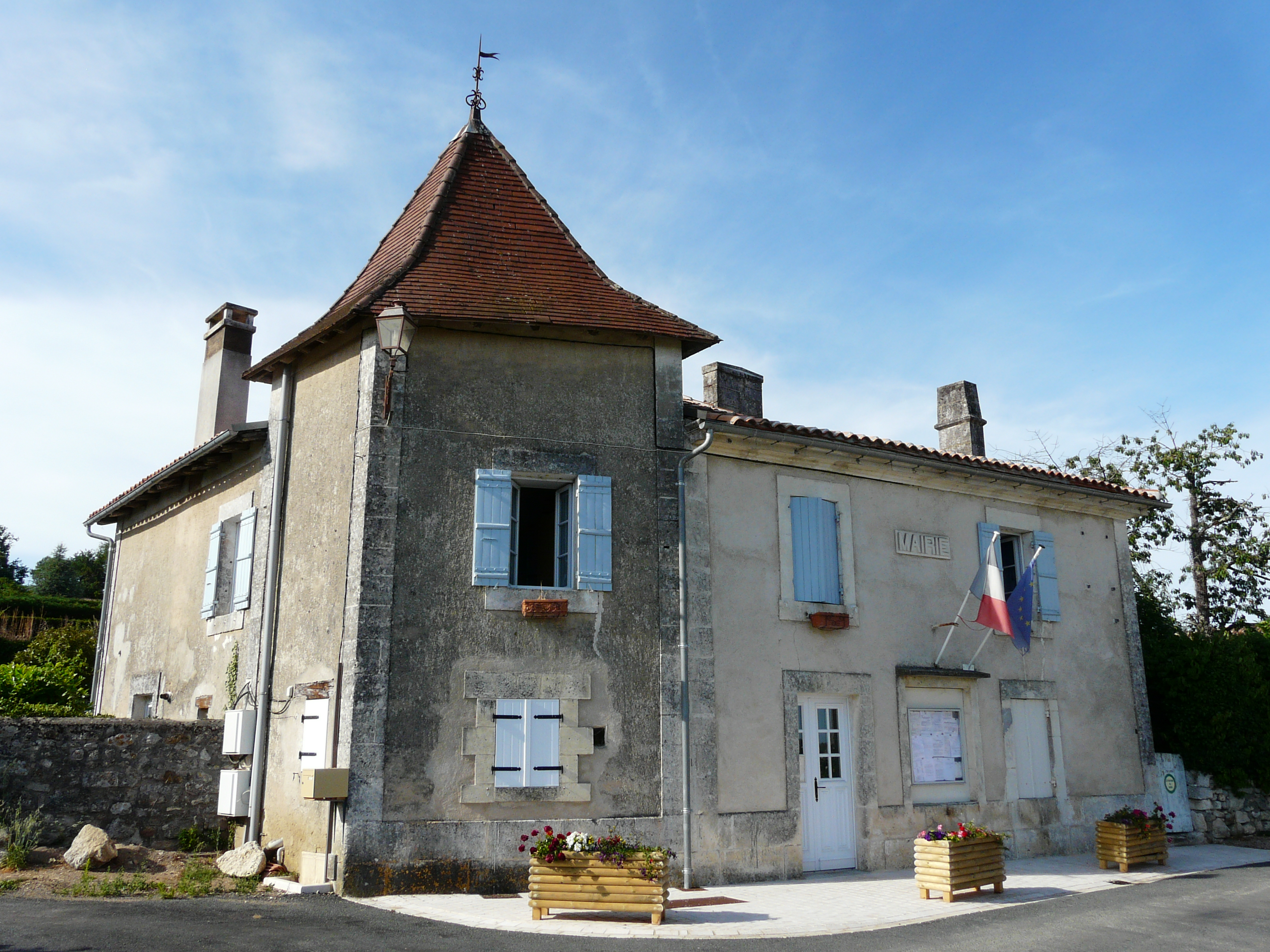
La mairie.

| Période                                  | Période   | Identité                    | Étiquette | Qualité                                                                                |
| ---------------------------------------- | --------- | --------------------------- | --------- | -------------------------------------------------------------------------------------- |
| Les données manquantes sont à compléter. |           |                             |           |                                                                                        |
|                                          |           |                             |           |                                                                                        |
| avant 1981                               | 1985      | Guy de Vandière             |           |                                                                                        |
| 1985                                     | mars 2014 | Philippe Chodron de Courcel | RPR-UMP   | Retraité de l'industrie automobile Conseiller général du canton de Mareuil (2001-2008) |
| mars 2014 (réélue en mai 2020)           | En cours  | Anémone Landais             |           |                                                                                        |

## Équipements et services publics

### Justice
Dans le domaine judiciaire, Saint-Félix-de-Bourdeilles relève : 
- du tribunal judiciaire, du tribunal pour enfants, du conseil de prud'hommes et du tribunal de commerce de Périgueux ;
- du pôle Nationalité du tribunal judiciaire de Périgueux (compétent uniquement dans le domaine de la nationalité) ;
- de la cour d'appel, du tribunal administratif et de la  cour administrative d'appel de Bordeaux.

## Population et société

### Démographie
Les habitants de Saint-Félix-de-Bourdeilles se nomment les Saint Féliciens.
L'évolution du nombre d'habitants est connue à travers les recensements de la population effectués dans la commune depuis 1793. Pour les communes de moins de 10 000 habitants, une enquête de recensement portant sur toute la population est réalisée tous les cinq ans, les populations de référence des années intermédiaires étant quant à elles estimées par interpolation ou extrapolation. Pour la commune, le premier recensement exhaustif entrant dans le cadre du nouveau dispositif a été réalisé en 2007.

En 2022, la commune comptait 70 habitants, en évolution de +7,69 % par rapport à 2016 (Dordogne : +0,37 %, France hors Mayotte : +2,11 %).
| 1793 | 1800 | 1806 | 1821 | 1831 | 1836 | 1841 | 1846 | 1851 |
| ---- | ---- | ---- | ---- | ---- | ---- | ---- | ---- | ---- |
| 262  | 256  | 267  | 362  | 364  | 337  | 323  | 306  | 332  |

| 1856 | 1861 | 1866 | 1872 | 1876 | 1881 | 1886 | 1891 | 1896 |
| ---- | ---- | ---- | ---- | ---- | ---- | ---- | ---- | ---- |
| 295  | 264  | 263  | 220  | 230  | 230  | 204  | 182  | 183  |

| 1901 | 1906 | 1911 | 1921 | 1926 | 1931 | 1936 | 1946 | 1954 |
| ---- | ---- | ---- | ---- | ---- | ---- | ---- | ---- | ---- |
| 168  | 163  | 177  | 172  | 150  | 143  | 134  | 132  | 129  |

| 1962 | 1968 | 1975 | 1982 | 1990 | 1999 | 2006 | 2007 | 2012 |
| ---- | ---- | ---- | ---- | ---- | ---- | ---- | ---- | ---- |
| 105  | 85   | 85   | 61   | 53   | 58   | 70   | 72   | 70   |

| 2017 | 2022 | - | - | - | - | - | - | - |
| ---- | ---- | - | - | - | - | - | - | - |
| 62   | 70   | - | - | - | - | - | - | - |

## Économie

### Emploi
En 2015, parmi la population communale comprise entre 15 et 64 ans, les actifs représentent vingt-neuf personnes, soit 43,3 % de la population municipale. Le nombre de chômeurs (six) a augmenté par rapport à 2010 (quatre) et le taux de chômage de cette population active s'établit à 22,2 %.

### Établissements
Au 31 décembre 2015, la commune compte sept établissements, dont deux au niveau des commerces, transports ou services, deux dans la construction, deux dans l'agriculture, la sylviculture ou la pêche, et un relatif au secteur administratif.

## Culture locale et patrimoine

### Lieux et monuments
- Église Saint-Félix[58].
- Château de Mondevys (ou de Mondevit), XVIe et XVIIIe siècles, propriété privée[59].
- Manoir de la Cotencie[60], XVIIe siècle, propriété privée.

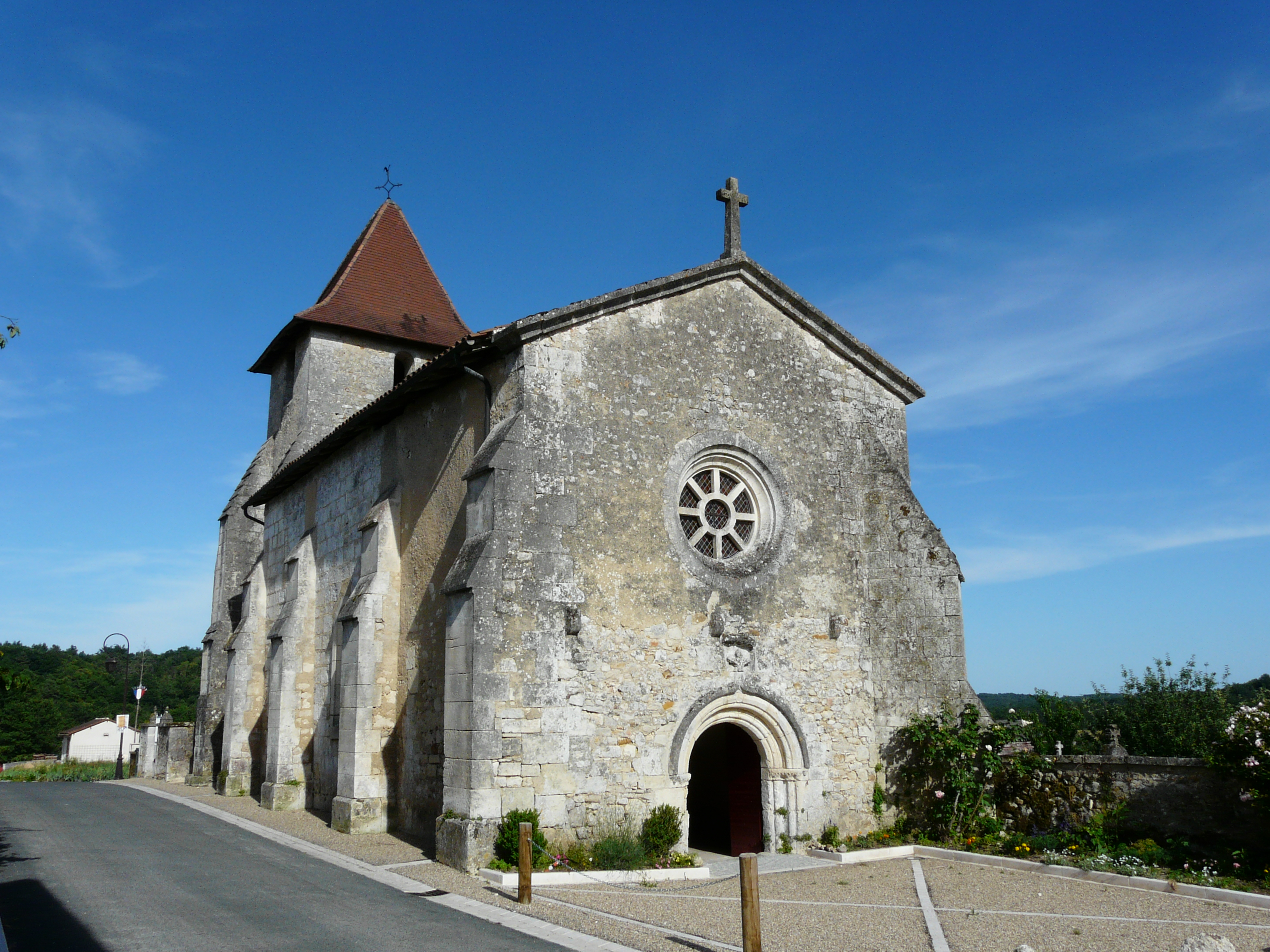
L'église.
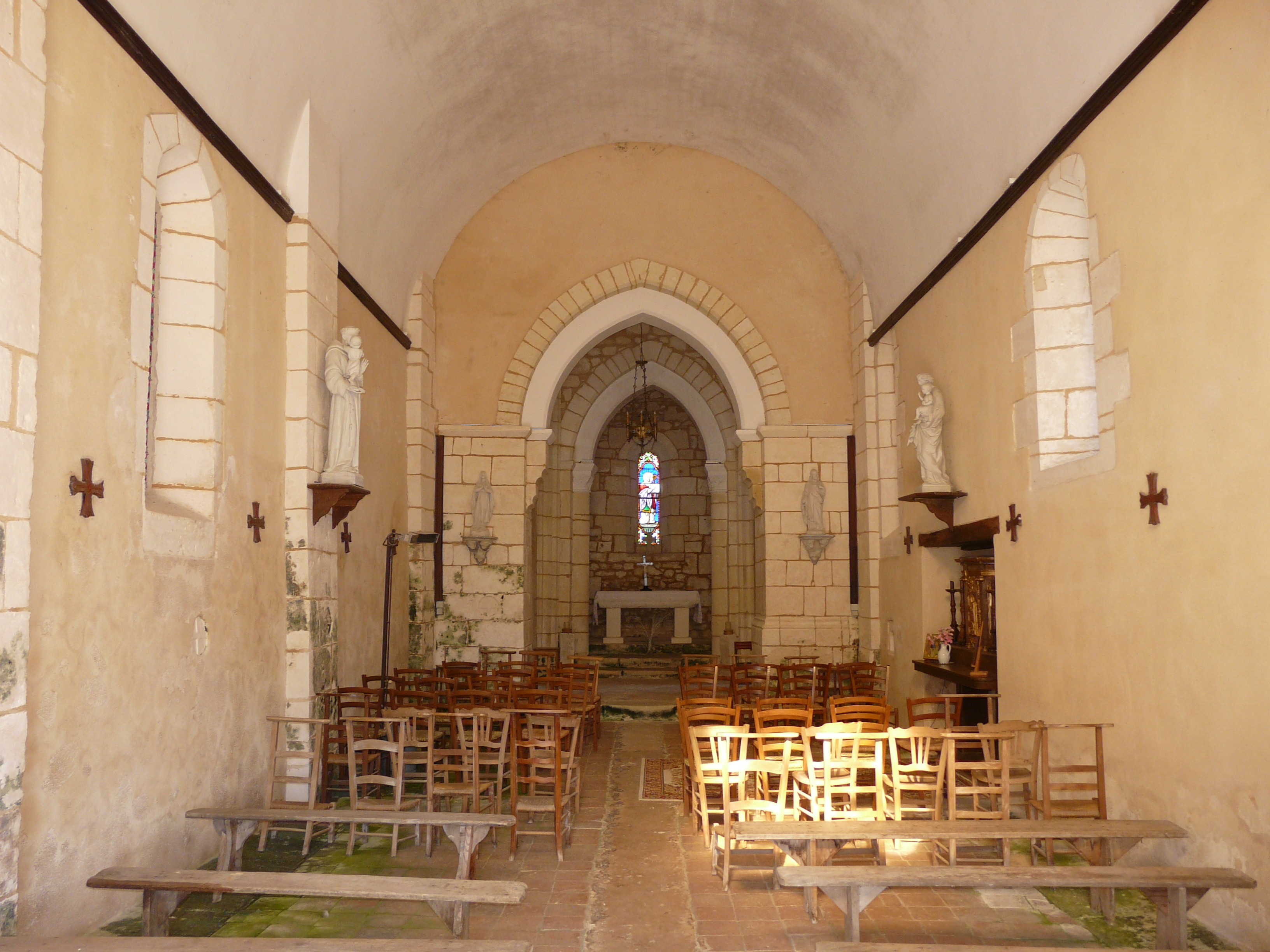
Sa nef.

### Héraldique
| Blason de Saint-Félix-de-Bourdeilles | Blason  | D’azur à la plante de chardon, fleurie d’or, tigée et feuillée de quatre pièces de sinople, sur laquelle sont posés deux chardonnerets affrontés aussi d’or. |
| Blason de Saint-Félix-de-Bourdeilles | Détails | Le statut officiel du blason reste à déterminer. |

## Pour approfondir